# КК Менорка
КК Менорка (шп. Menorca Bàsquet) је био шпански кошаркашки клуб са Менорке, Балеарских острва. Клуб је угашен 2012. године.

## Историја
Клуб је основан 1950. године и већину година су играли по нижим ранговима у Шпанији. Године 2005. стижу до АЦБ лиге и у њој су играли пет пута до гашења 2012. 

## Познатији играчи
- Мирослав Берић
- Марко Мариновић
- Иван Раденовић
- Ратко Варда
- Саша Васиљевић
- Јуџин Џетер
- Елтон Браун
- Марино Баждарић